# Cyclocheilon physocalyx
Cyclocheilon physocalyx är en snyltrotsväxtart som beskrevs av Emilio Chiovenda. Cyclocheilon physocalyx ingår i släktet Cyclocheilon och familjen snyltrotsväxter. Inga underarter finns listade i Catalogue of Life.